# Fotbal Club Florești
O Fotbal Club Floresti ou FC Florești é um clube de futebol com sede em Florești, Moldávia. A equipe compete no Campeonato Moldavo de Futebol.

## História
O clube foi fundado em 2002.

## Títulos
- Campeonato Moldavo de Futebol

Winners: 2019
- Campeonato Moldavo da Segunda Divisão

Winners: 2017